# Stijn De Ruijter
Stijn De Ruijter (8 februari 2008) is een Belgisch basketballer.

## Carrière
De Ruijter speelde in de jeugd van Oxaco Boechout en maakte in 2023 de overstap naar Antwerp Giants waar hij voor de tweede ploeg ging spelen. In maart 2025 maakte hij zijn debuut in de BNXT League tegen Donar Groningen, sinds januari 2025 zat hij ook al in de eerste ploeg. De wedstrijd was ook de terugkomst van Roel Moors als coach.